# Nagy Lajos (jogász, 1869–1919)
Nagy Lajos (Hajdúböszörmény, 1869. január 22. – Újpest, 1919. május 15.) jogi doktor, felsőkereskedelmi iskolai tanár.

## Élete
Nagy Lajos ügyvéd és Bartha Johanna (Janka) fia. A gimnáziumot Nyíregyházán és Késmárkon végezte, a jogi és államtudományokat a debreceni református főiskolában és a budapesti egyetemen hallgatta, ahol jogi doktor lett. Pár évi gyakorlat után a székesfőváros közigazgatási szolgálatába lépett és 1896-ban választatott meg a budapesti II. kerületi felső kereskedelmi iskolához tanárnak. 1899. augusztus 8-án Budapesten feleségül vette Bevilagna Vilma Hildegardot, Bevilagna Rudolf és Szentessy Mária lányát.
Írt beszélyt, tárcacikket és könyvismertetést 1889-1893-ig a Nyirvidékbe, Nyiregyházi Hirlapba és a Kisvárdai Lapokba; a budapesti II. ker. kereskedelmi iskola Értesítőjébe (1899. A telegraf fogalma, 1901. Telefonesetek); a Jogtudományi Közlönybe (1902. Az u. n. telegraf szolgalom, A telefon titka); a kereskedelmi Szakoktatásba (cikkek a jogtanításról).
Kézirati munkája: A távíró és távbeszélő jogi monographiája (sajtó alá rendezve).